# Hortus suburbanus Londinensis
Hortus suburbanus Londinensis (abreviado Hort. Suburb. Lond.) es un libro ilustrado con descripciones botánicas que fue editado por el botánico, horticultor y pteridólogo inglés Robert Sweet en el año 1818.